# Wojciech Kowalczyk (ekonomista)
Wojciech Paweł Kowalczyk (ur. 1 listopada 1965 w Kielcach) – polski menedżer, ekonomista i urzędnik państwowy. W latach 2012–2014 wiceminister finansów, w 2014 i w latach 2015–2016 wiceminister skarbu państwa, w latach 2014–2015 wiceminister gospodarki, w latach 2016–2017 wiceminister energii.

## Życiorys
Ukończył studia na Wydziale Handlu Zagranicznego Szkoły Głównej Planowania i Statystyki w Warszawie. Pracował m.in. w Banku Handlowym, był także dyrektorem rynku papierów dłużnych w Merrill Lynch International w Londynie. W 2011 objął stanowisko dyrektora Banku Gospodarstwa Krajowego odpowiedzialnego za pion sprzedaży i rynków finansowych, w tym samym roku przeszedł na stanowisko wiceprezesa zarządu tej instytucji.
27 sierpnia 2012 został podsekretarzem stanu w Ministerstwie Finansów. 16 czerwca 2014 powierzono mu funkcję podsekretarza stanu w Ministerstwie Skarbu Państwa. 18 listopada tegoż roku został natomiast sekretarzem stanu w Ministerstwie Gospodarki i pełnomocnikiem rządu do spraw restrukturyzacji górnictwa węgla kamiennego. W lutym 2015 w związku z przeniesieniem obsługi pełnomocnika do MSP powrócił do tego resortu w randze sekretarza stanu. 1 stycznia 2016 przeszedł na tożsame stanowisko w Ministerstwie Energii w związku z przeniesieniem obsługi pełnomocnika do ME. 23 marca 2016 został odwołany i jednocześnie powołany na podsekretarza stanu w Ministerstwa Energii ze zmienionym zakresem obowiązków.
W lutym 2017 przeszedł na stanowisko wiceprezesa zarządu ds. inwestycji kapitałowych w PGE Polskiej Grupie Energetycznej. Zajmował je do lutego 2020. Później został przewodniczącym rady nadzorczej w grupie kapitałowej Boryszew, w maju 2021 powołany na pełniącego obowiązki prezesa zarządu tego przedsiębiorstwa. W sierpniu tegoż roku został prezesem zarządu i dyrektorem generalnym Boryszewa.